# Liste des cavités naturelles les plus longues de la Nièvre
La liste des cavités naturelles les plus longues la Nièvre recense, sous forme de tableau(x), les cavités souterraines naturelles connues dans ce département français, dont le développement est supérieur ou égal à cinquante mètres.
La communauté spéléologique considère qu'une cavité souterraine naturelle n'existe vraiment qu'à partir du moment où elle est « inventée » c'est-à-dire découverte (ou redécouverte), inventoriée, topographiée et publiée. Bien sûr, la réalité physique d'une cavité naturelle est la plupart du temps bien antérieure à sa découverte par l'homme ; cependant tant qu'elle n'est pas explorée, mesurée et révélée, la cavité naturelle n'appartient pas au domaine de la connaissance partagée.
La liste spéléométrique des 26 plus longues cavités naturelles la Nièvre (≥ cinquante mètres) est actualisée à fin décembre 2019.
La plus longue cavité souterraine naturelle répertoriée dans le département la Nièvre est  « la source de Lantilly », sur la commune de Cervon (cf. ligne 1 du tableau ci-dessous).
| \| Histogramme de la répartition des plus longues cavités naturelles la Nièvre par classe de développement -- Les 26 cavités citées fin 2019 sont réparties en 4 classes de développement -- \| \| \| \| \| \| \| \| \| \| \| \| \| \| \| classe I >= 5 000 m 0 cavité[s] \| classe II >= 2 000 m et < 5 000 m 0 cavités \| classe III >= 1 500 m et < 2 000 m 2 cavités \| classe IV >= 50 m et < 1 500 m 24 cavités \| \| |                                 |                                             |                                              |                                           |  |
| Le graphique qui aurait dû être présenté ici ne peut pas être affiché car il utilise l'ancienne extension Graph, désactivée pour des questions de sécurité. Des indications pour créer un nouveau graphique avec la nouvelle extension Chart sont disponibles ici . |                                 |                                             |                                              |                                           |  |
| Histogramme de la répartition des plus longues cavités naturelles la Nièvre par classe de développement -- Les 26 cavités citées fin 2019 sont réparties en 4 classes de développement -- |                                 |                                             |                                              |                                           |  |
| |                                 |                                             |                                              |                                           |  |
| | classe I >= 5 000 m 0 cavité[s] | classe II >= 2 000 m et < 5 000 m 0 cavités | classe III >= 1 500 m et < 2 000 m 2 cavités | classe IV >= 50 m et < 1 500 m 24 cavités |  |

## Cavités de la Nièvre dont le développement supérieur ou égal à5 000 mètres
Aucune cavité n'est recensée dans cette « classe I », au 31-12-2019.

## Cavités de la Nièvre (France) de développement compris entre2 000 mètreset4 999 mètres
Aucune cavité n'est recensée dans cette « classe II » au 31 décembre 2019.

## Cavités de la Nièvre (France) de développement compris entre1 500 mètreset1 999 mètres
2 cavités sont recensées dans cette « classe III » au 31 décembre 2019.
| Réf. | Cavité (autres noms) | Commune | Massif ou zone | Coordonnées (WGS 84)        | Développe. (mètres) | Dénivel. (mètres) | Sources ou références                    | Mise à jour |
| ---- | -------------------- | ------- | -------------- | --------------------------- | ------------------- | ----------------- | ---------------------------------------- | ----------- |
| 1    | Source de Lantilly   | Cervon  |                | 47° 14′ 13″ N, 3° 42′ 52″ E | +001 768, m         | +0020, m          | Spéléométrie de la France & Karsteau 4.0 | 2004-01     |
| 2    | Gouffre de Ouagne    | Ouagne  |                | 47° 24′ 14″ N, 3° 30′ 07″ E | +001 500, m         | +0016, m          | Karsteau 4.0                             | 2004-01     |

## Cavités de la Nièvre (France) de développement compris entre50 mètreset1 499 mètres
24 cavités sont recensées dans cette « classe IV » au 31 décembre 2019.
| Réf. | Cavité (autres noms)                | Commune                 | Massif ou zone | Coordonnées (WGS 84)        | Développe. (mètres) | Dénivel. (mètres) | Sources ou références                    | Mise à jour |
| ---- | ----------------------------------- | ----------------------- | -------------- | --------------------------- | ------------------- | ----------------- | ---------------------------------------- | ----------- |
| 3    | Grotte des Fées                     | Poiseux                 |                | 47° 09′ 01″ N, 3° 15′ 18″ E | +001 216, m         | NC m              | bourgogne-nature.fr & Karsteau 4.0       | 2004-01     |
| 4    | Fontaine du Canard                  | Corvol-d'Embernard      |                | 47° 17′ 40″ N, 3° 23′ 43″ E | +000760, m          | +0009, m          | Karsteau 4.0                             | 2004-01     |
| 5    | Gouffre des Baudions                | Corvol-l'Orgueilleux    |                | 47° 26′ 05″ N, 3° 21′ 30″ E | +000728, m          | NC m              | Karstologia                              | 2004-01     |
| 6    | Puits Gervais                       | Corvol-l'Orgueilleux    |                | 47° 26′ 14″ N, 3° 20′ 14″ E | +000710, m          | NC m              | Spéléométrie de la France                | 2004-01     |
| 7    | Perte de la Tuilerie                | Limanton                |                | 46° 58′ 01″ N, 3° 45′ 41″ E | +000680, m          | NC m              | Spéléométrie de la France & Karsteau 4.0 | 2004-01     |
| 8    | Grotte de Germenay                  | Poiseux                 |                | 47° 07′ 16″ N, 3° 16′ 42″ E | +000680, m          | NC m              | Karsteau 4.0                             | 2004-01     |
| 9    | Grotte d'Arfond                     | Biches                  |                | 46° 59′ 32″ N, 3° 41′ 03″ E | +000603, m          | NC m              | Karsteau 4.0                             | 2004-01     |
| 10   | Source de la Maie aux Loups         | Bona                    |                | 47° 04′ 50″ N, 3° 24′ 03″ E | +000567, m          | NC m              | Karsteau 4.0                             | 2004-01     |
| 11   | Ruisseau souterrain de Fourvieux    | Saint-Benin-des-Bois    |                | 47° 06′ 07″ N, 3° 25′ 31″ E | +000542, m          | +0009, m          | Karsteau 4.0                             | 2004-01     |
| 12   | Fontaine Saint-Marc                 | Corvol-l'Orgueilleux    |                | 47° 25′ 52″ N, 3° 21′ 30″ E | +000350, m          | NC m              | scasse.cds74.org                         | 2004-01     |
| 13   | Gouffre des Provencelles            | Saint-Benin-d'Azy       |                | 47° 00′ 12″ N, 3° 25′ 14″ E | +000200, m          | +0010, m          | Karsteau 4.0                             | 2000-00     |
| 14   | Crot y Bout                         | Amazy                   |                | 47° 22′ 26″ N, 3° 34′ 28″ E | +000157, m          | +0018, m          | Spéléométrie de la France & Karsteau 4.0 | 2004-01     |
| 15   | Grotte de la Fournetière            | Pousseaux               |                | 47° 28′ 39″ N, 3° 31′ 46″ E | +000146, m          | +0013, m          | Karsteau 4.0                             | 2004-01     |
| 16   | Grotte de Bazoches n° 1             | Bazoches                |                | 47° 21′ 55″ N, 3° 46′ 49″ E | +000132, m          | +0006, m          | Karsteau 4.0                             | 2000-00     |
| 17   | Source de la Douée                  | Saint-Aubin-les-Forges  |                | 47° 09′ 12″ N, 3° 10′ 45″ E | +000110, m          | NC m              | Karsteau 4.0                             | 2004-01     |
| 18   | Grotte de la Graine                 | Surgy                   |                | 47° 29′ 51″ N, 3° 30′ 33″ E | +000107, m          | +0016, m          | Spelunca n°62 & Karsteau 4.0             | 2004-01     |
| 19   | Trou des Forts                      | Saint-Aubin-les-Forges  |                | 47° 08′ 13″ N, 3° 09′ 48″ E | +0 00096, m         | NC m              | Karsteau 4.0                             | 2004-01     |
| 20   | Grotte du Lavoir de Dordes          | Corvol-l'Orgueilleux    |                | 47° 26′ 12″ N, 3° 20′ 18″ E | +0 00091, m         | NC m              | Spéléométrie de la France                | 2000-00     |
| 21   | Source du Grand Pré                 | Limanton                |                | 46° 57′ 28″ N, 3° 45′ 32″ E | +0 00080, m         | NC m              | Karsteau 4.0                             | 2004-01     |
| 22   | Ruisseau souterrain de Bois Gratton | Donzy                   |                | 47° 21′ 21″ N, 3° 07′ 15″ E | +0 00079, m         | +0009, m          | Karsteau 4.0                             | 2000-00     |
| 23   | Perte de l'Ouzière                  | Sermoise-sur-Loire      |                | 46° 55′ 47″ N, 3° 10′ 38″ E | +0 00070, m         | +0008, m          | Karsteau 4.0                             | 2000-00     |
| 24   | Trou du Diable                      | Saint-Aubin-les-Forges  |                | 47° 06′ 49″ N, 3° 10′ 26″ E | +0 00070, m         | NC m              | Karsteau 4.0                             | 2004-01     |
| 25   | Grotte du Père Anatole              | Pousseaux               |                | 47° 29′ 36″ N, 3° 30′ 45″ E | +0 00057, m         | NC m              | Karsteau 4.0                             | 2000-00     |
| 26   | Abri de Favray                      | Saint-Martin-sur-Nohain |                | 47° 21′ 23″ N, 3° 01′ 28″ E | +0 00055, m         | NC m              | Karsteau 4.0                             | 2000-00     |